# Manuel Maria Gonçalves Zarco da Câmara
D. Manuel Maria Gonçalves Zarco da Câmara (10 de Maio de 1789 — Goa, 16 de Novembro de 1825, mais conhecido por D. Manuel da Câmara, foi filho secundogénito de D. Luís António José Maria da Câmara, 6.º Conde da Ribeira Grande, 83.º governador da Índia Portuguesa, da qual foi Membro das Juntas Provisionais do Governo do Estado de 1821 e de 1821 a 1822, que dissolveu, e governou de 1822 até 1825 como vice-rei e capitão-geral. 
Casou com D. Maria Teresa José de Jesus de Melo, filha de José António de Melo da Silva César e Meneses, 6.º Conde de Sabugosa e 2.º Marquês de Sabugosa, 8.º Conde de São Lourenço, 8.º Alferes-Mor de Portugal e Alcaide Mor do Castelo de Elvas.
A sua única filha, D. Maria Leonor Teresa da Câmara, foi agraciada por Decreto de 29 de Setembro e Carta de 9 de Outubro de 1829 de D. Miguel I de Portugal com o título de 1.ª Condessa de Vila de Pangim. Isso, pelos serviços prestados pelo seu pai como cadete e depois alferes da 5ª Companhia do Regimento de Cavalaria nº 4 e a seguir como tenente da 3ª Companhia e mais tarde, capitão e sargento, tendo sido depois nomeado Governador e Capitão General da Índia, promovido, nessa altura, ao posto de Tenente-Coronel efectivo e depois a Vice-Rei e Capitão General de Mar e Terra da Índia. Tendo ela, casado, a 25 de Setembro de 1830, no Palácio da Rua Direita da Junqueira, freguesia de Nossa Senhora da Ajuda, em Lisboa, com a Manuel Guedes da Silva da Fonseca de Meireles de Carvalho (17 de Setembro de 1802 -  13 de Março de 1870), fidalgo da Casa Real. senhor da Casa da Aveleda, em Penafiel, coronel do Regimento de Milícias miguelistas da mesma cidade, Com geração.